# باسكوال دي فيتا
باسكوال دي فيتا (بالإيطالية: Pasquale De Vita)‏ (3 مارس 1994 بنابولي في إيطاليا - ) هو لاعب كرة قدم إيطالي في مركز الهجوم. شارك مع منتخب إيطاليا تحت 17 سنة لكرة القدم. أما مع النوادي، فقد لعب مع نادي مونزا وهيلاس فيرونا واتحاد بافيا لكرة القدم ولانشانو كالتشيو 1920 ‏.

## وصلات خارجية
- باسكوال دي فيتا على موقع قاعدة بيانات كرة القدم.إي يو (الإنجليزية)
- باسكوال دي فيتا على موقع Soccerway.com (الإنجليزية)
- باسكوال دي فيتا على موقع AS.com (الإسبانية)